# Orthozona bilineata
Orthozona bilineata är en fjärilsart som beskrevs av Alfred Ernest Wileman 1915. Orthozona bilineata ingår i släktet Orthozona och familjen nattflyn. Inga underarter finns listade i Catalogue of Life.